# 望月国親
望月 国親（もちづき くにちか）は、平安時代末期の武士。滋野御三家望月家8代目棟梁（後述の望月則重（望月太郎）を初代とした時は4代目棟梁）。信濃国佐久郡望月城主・望月国重（望月蔵人頭）の次男。望月太郎滋野朝臣国親。

## 出自
望月氏の始祖は望月重俊?（系譜に顕れる最初の滋野御三家望月家棟梁、望月広重の父）、あるいは望月則重（重俊の5代後の嫡孫・海野為通（滋野為通）の次男。子に海野重通、根津通直、望月重俊。安土桃山時代の棟梁望月信雅まで続く望月家の祖。則重は国親の曽祖父）。

## 木曾源氏への従軍理由
当時の望月氏の勢力は同じ滋野御三家の海野氏、祢津氏を圧倒しており、信濃佐久郡一帯と小県郡の一部にまで勢力を持ち、平安時代末期（源平合戦時）には常時1500頭の良馬を有しており、それを飼育放牧する農民の動員数は、後に挙兵した源義仲にとって魅力的であり、望月家を招いた理由であるという。事実、滋野党の軍事・経済・政治の中枢を担い御三家の中心にいた望月家の軍事力は徒武者・騎馬武者1000騎に上り、白川横田河原合戦では滋野党全軍で2000騎を率い木曾軍と合流している。
更には、源義仲が幼少の頃、平家に追われていた時斎藤実盛は佐久郡に立ち寄り、佐久郡領主で信濃守を務める滋野御三家（御三家の本姓である滋野家当主が歴任してきた（主には御三家の宗家筋の海野家が滋野家の当主であるが、『吾妻鏡』や『平家物語』には海野家は“海野家”と表記されているが、望月国親は“望月秀包（次郎）”・“滋野次郎”や“滋野國親”、子・重隆は“望月三郎”或いは“滋野三郎”と表記されていることから、世間の認知は望月家が滋野家の主筋と思われていたか、望月の駒で飼育されている望月の馬の知名度故に海野家や禰津家を差し置いて滋野一族望月家の名が通っていたのではという説が強い。））の望月国親と木曾を治める信濃権守の中原兼遠に駒王丸（源義仲の幼名）を預け、後事を託した。
この時、兼遠と国親に相談したのは、信濃の領主に多大な影響力を持ち、なおかつ朝廷との繋がりのある上級貴族の中原家と滋野貞主の嫡流である滋野御三家の望月家が互いに協力関係にあり、両家の中継ぎ役をしたのが、滋野御三家の海野家に中原兼遠の弟・兼保が海野家当主海野広道に養子入りし、海野家の当主となり、滋野御三家有力筋の望月家との中継ぎを取り持った為、中原家と望月家との繋がりが生まれた。この事から、後の平家方（平宗盛）や源義朝方（源義平）からの引き渡し要求を両家は拒否し守り抜いた。
後に挙兵した時に源義仲軍の中核（望月家の傍流の根井行親と行親の子、楯親忠（楯六郎）は義仲四天王の一員である）にあったのは前述の頃からの忠節も関係してくる。
国親は治承4年（1180年）に以仁王の令旨を受けた義仲挙兵に際して、長男重忠、次男重義、三男重隆らと共に義仲に招かれて従軍している。
治承5年（1181年）、国親（次郎秀包）は海野幸広らと共に滋野一族（滋野党）2000騎を率いて木曾の本軍（義仲率いる木曾衆）と合流、合わせて3000騎を率いた義仲は平家方の城長茂（越後勢）の大軍に横田河原の戦いで大勝する（滋野党は佐久衆。甲斐衆（甲州衆）、上野衆（上州衆）とも書かれるがいずれも佐久衆の誤表記である。当時の甲州衆は一条家や武田家であり、両家共鎌倉の源頼朝の幕下にいる。上州衆とは上州に在住している滋野家の傍流の一族の事）。義仲に従軍した面々には、国親の他にも三男・重隆、根井行親、楯親忠（楯六郎）、矢嶋行忠（矢嶋四郎）、丸子秀資（丸子小忠太）、祢津泰平（祢津甚平、根津貞直）、櫻井行晴（櫻井太郎）、といった滋野一族の名が連ねられている。

## 平家と望月家・中原家との繋がり
平家方の平宗盛からの引き渡し要求が来た理由については、中原兼遠が平家の家人で在ったが為だとする説が在り、其れに附け加え、承平8年（938年）、平将門に追われ東山道を京に脱出しようとした平貞盛が、2月29日に追撃してきた将門の軍勢100騎と信濃国分寺付近で戦った記録が残されており、このとき貞盛は、信濃海野古城を拠点とする信濃御牧の牧監で旧知の滋野恒成の下に立ち寄り、滋野氏のみならず小県郡司他田真樹らの信濃国衙の関係者達も貞盛に加勢したが将門軍に破れ、平貞盛は付近の山中に逃れ危機を脱したといわれる（一説には平貞盛に加勢した信濃勢の総兵力は4000騎、対する平将門の兵力は100騎にも満たないともいわれる）。この戦い（千曲川合戦）により、信濃国分寺が焼失したと云う。
これらの経緯から平宗盛の祖先（平貞盛）と望月国親の祖先（滋野恒成(滋野善淵)）との共闘時からの平家との縁続きによる経緯や、元々関東には坂東八平氏と呼ばれる平氏の流胤（下総の千葉氏や越後の長尾氏、梶原氏、伊豆の北条氏、陸奥の相馬氏(平将門の流胤説)等々)が存在する様に東国に土着した平氏は数多く在り、上野国と隣接する信濃国司信濃守の滋野氏や信濃権守の中原氏が平氏と関係を持つのは自明の理であり、後に関東を支配した八幡太郎義家(源義家)の子孫である源義朝との関係もあるが以前からの関係から平家から味方意識されたという。

## 源義仲と源頼朝の和睦
信濃白川横田河原での戦闘前、義仲の父・源義賢の遺領（旧領）である上野多胡郡を攻略するが、寿永2年3月（1183年3月）源義賢が上野を追われる事になった時の怨恨から鎌倉侵攻を恐れた源頼朝が（武田信光の讒言を口実に）義仲の嫡男・義高を頼朝の娘・大姫と婚姻し鎌倉に住まわせると謂う事実上の降伏勧告を行う事で、木曾の源氏軍と和睦を行い、形だけでも臣下の礼を執る事で源氏の長者として鎌倉以外の源氏最大勢力を臣下に治めた事実を背景に本格的な降伏勧告を全国の武士に執り始めた。
この和睦に際して、義仲は義高の身を案じ、従兄弟の海野幸親の三男の海野幸氏や同盟者で在り、滋野党（滋野一族）の実質中心的存在の望月国親の三男・重隆を追随させる事で、滋野一族（特に滋野御三家（海野家・望月家・禰津家））の顔を立て一つの巨大な軍隊として纏める事に成功する。

## 最期
木曾の旗挙から主要な戦いを共にし敗戦濃厚となった水島の戦い、朝廷（後白河法皇）との関係が修復不可能となった法住寺合戦の後、瀬田の戦い・宇治川の戦いから追撃してきた大手軍大将・源範頼や搦手軍大将・源義経と近江国粟津で戦闘（粟津の戦い）になり、殿軍を務め討ち死にした。